# Röda skogen

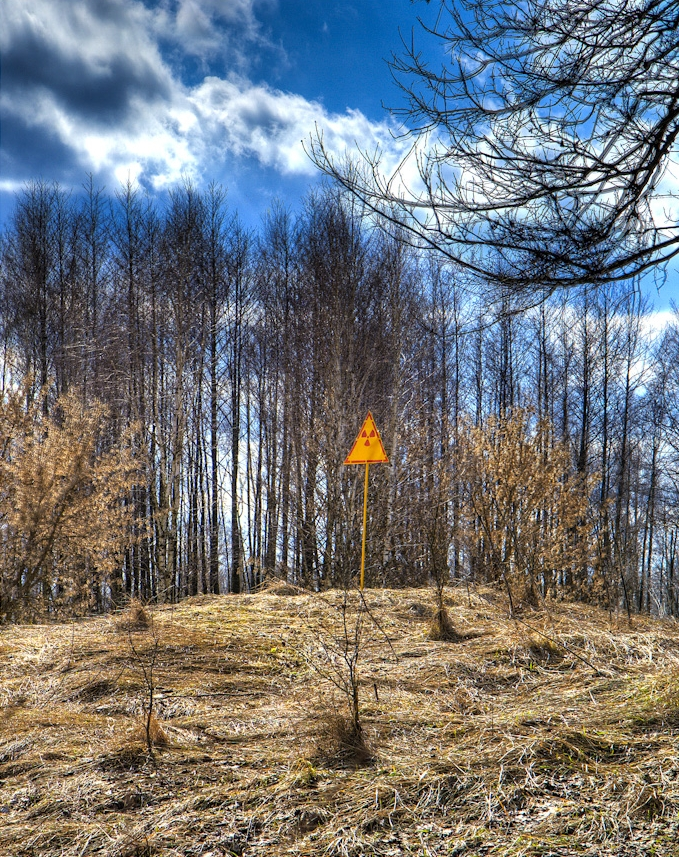
Varningsskylt vid kullen i östra änden av Röda skogen.

Karta över de värst drabbade områdena kring Tjernobyl, daterad 1996.

Röda skogen (ukrainska: Рудий ліс: Rudyj lis; ryska: Рыжий лес: Ryzjij les) är ett skogsparti, cirka fyra km² stort, kring kärnkraftverket i Tjernobyl i Ukraina.
"Röda skogen" har fått sitt namn efter den rödbruna färg tallarna i området fick sedan de dött av höga strålningsnivåer efter Tjernobylolyckan den 26 april 1986. Röda skogen är i dag ett av de mest radioaktivt förorenade områdena i världen, och det mest förorenade i trakten runt Tjernobyl.